# Tracuateua
Tracuateua is een gemeente in de Braziliaanse deelstaat Pará. De gemeente telt 27.825 inwoners (schatting 2009).